# Slaget vid Werben
Slaget vid Werben var ett fältslag under det Trettioåriga kriget, som stod mellan svenska och tysk-romerska trupper den 22 juli 1631. Svenskarna hade 16 000 soldater under befäl av kung Gustav II Adolf, medan de kejserliga hade 23 000 soldater under befäl av fältherren Tilly. Tillys trupper anföll Gustavs befästningar framför staden Werben (Elbe), men de svenska batterierna och ryttarna, under befäl av Wolf Heinrich von Baudissin, tvingade dessa till reträtt. Anfallet förnyades några dagar senare med ett liknande resultat, vilket fick Tilly att dra sina trupper tillbaka efter att ha förlorat omkring 6 000 man.